# 道中奉行
道中奉行（日语：／ Dōchū=bukyō）是日本江戶幕府的職務名，管理五街道及其附屬街道的道路、橋樑、宿場等所有事務。道中奉行原由大目付兼任，1698年後，改由大目付和勘定奉行之中各一人共同兼任的二人制。1845年再改為大目付兼任。